# Gustav Hilmar
Gustav Hilmar, vlastním jménem Gustav Černý (30. ledna 1891 Podlázky – 19. března 1967 v Praze) byl český herec, malíř a sochař, bratr malíře Bedřicha Černého.

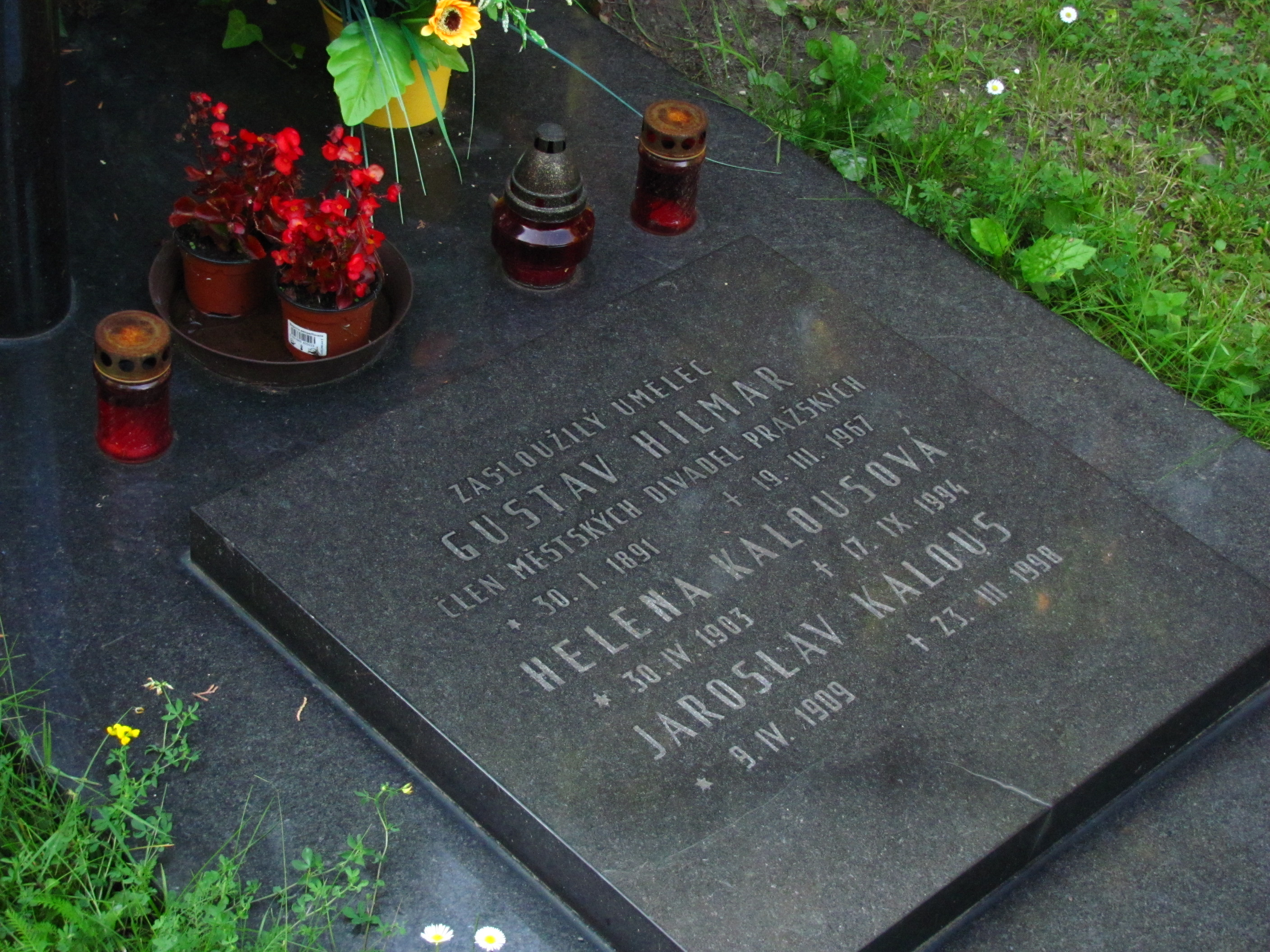
Hrob na Vinohradském hřbitově v Praze

## Život
Po absolutoriu herecké školy Karla Želenského v roce 1911 působil nejprve čtyři roky v Plzni (1912–1915). Poté se pět let léčil, neboť onemocněl tuberkulózou. Po první světové válce a vzniku Československa přijal angažmá v Brně (1920–1922) a v Ostravě (1922–1926), od roku 1926 prakticky natrvalo zakotvil v pražském Vinohradském divadle. Od roku 1950 v důsledku tehdejších komunisty řízených reorganizací českého divadelnictví přešel do Městských divadel pražských, kde působil až do svého odchodu do důchodu v roce 1959.
Jednalo se o velmi vytěžovaného českého filmového herce, který si zahrál přibližně v 70 českých filmech, byl i známým hercem rozhlasovým. Kromě herectví se také aktivně věnoval sochařství a malířství.

## Divadelní role, výběr
1955 Julius Zeyer: Stará historie, Pandolfo, Divadlo komedie, režie Karel Svoboda

## Ocenění
- 1955 titul zasloužilý umělec